# 南岩古寺
南岩古寺，位于中国广东省揭阳市普宁市南溪镇登峰村，为普宁市的一个市级文物保护单位，类型为古建筑，公布时间为1961年。
南岩古寺的历史年代为明代。